# 谢维俊
谢维俊（1908年10月—1935年11月28日），字蔚青，生于湖南省衡州府耒阳县肥田乡，中国工农红军将领。毛泽东的早期秘书。

## 生平
1921年秋，谢维俊进入衡阳湖南省立第三师范学校附小。1923年，考入湖南衡阳蒸湘中学。1924年，在该校参加中国社会主义青年团。1925年五卅运动爆发后，参加运动声援上海工人反帝斗争。中学毕业后，报考国民革命军在湖南办的政治讲习所，被录取到四队十二班学习。在讲习所，结识更多中国共产党党员，系统学习了马列主义。1926年夏，加入中国共产党。
1926年7月，谢维俊奉命回家乡进行工农运动。其间，他发展中国共产党党员，成立党组织，领导民众斗争。1928年初，参与领导耒阳“肥田暴动”。不久，随湘南暴动部队上井冈山，参加了毛泽东、朱德领导的红四军，任红四军二十八团一营某连党代表。后来任第二营党代表。1929年春，随毛泽东、朱德率领的红四军出击赣南、闽西，开创赣南、闽西革命根据地。当毛泽东、朱德受排挤时，他站在毛泽东一边。1929年底，调任一纵队政治部主任。古田会议后，他转到地方当领导，历任中共闽西南特委委员及苏维埃政府委员、中共闽东特委书记、江西省苏维埃政府委员等职务。
1930年11月，主力红军北进时，奉命回部队，任红一方面军前委秘书。他注重调查研究，善于理解毛泽东的战略，受到毛泽东赏识。1931年春，任红一军团红四军十师政治部主任，同年6月，任中共赣东特委书记兼红军赣东独立师政治委员。1932年2月，中央革命军事委员会组建江西军区，谢维俊任政治部主任。1932年9月，任江西军区第二军分区司令员，不久，兼任红军独立第五师师长。为配合红军主力反围剿，谢维俊指挥部队以乐安作为中心，采取武装追剿同政治瓦解相结合，及时消灭对抗红军的当地地方武装，巩固了永丰、乐安边区。1932年冬，在第四次反围剿中，为配合了主力红军作战，谢维俊率独立第五师及第二军分区地方武装主动出击，两度进攻崇仁县城，迫使敌弃城逃跑，此后在头水嵊的山区伏击敌军，配合主力红军歼灭敌军第52师全部、第59师大部，还在白沙战役中击毙敌军新编第37师师长郭炳生。谢维俊的出色表现受到周恩来、朱德赞赏。
1933年4月起，为肃清毛泽东在中央苏区的影响，中共中央在江西掀起反邓小平、毛泽覃、谢维俊、古柏的运动，批判他们“右倾”、“机会主义”、“自由主义”等。在斗争会上，谢维俊除了陈述马克思主义观点及毛泽东的路线外，“其余均无可奉告”。最终谢维俊被撤职。
1934年10月，谢维俊随中革军委第二野战纵队从瑞金出发参加长征。1935年1月遵义会议后，调到红军总政治部地方工作部任职。
红军长征抵达陕北后，1935年11月，中共中央西北革命军事委员会决定组建中共三边特委（中共西特委），任命谢维俊（化名刘曹）为特委书记兼剿匪总指挥，慕生桂任副书记兼组织部长，贾登榜任宣传部长，刘景范任军事部长，杨文谋任独立营营长，领导定边、西靖边、赤安（在今定边、吴旗交界地区）三个县的中共党组织。谢维俊受命后，先到中共靖边县委所在地沙坬沟（在今中山涧镇）。数日后，11月27日（农历十一月初二日），西靖边县政府警卫一连连长宗文耀、游击队一中队队长金林率部在曹元峁（在今中山涧镇）叛变，杀害游击队七支队队长黄万英、指导员杨占鳌等3人。11月28日（农历十一月初三日）晨，叛军偷袭中共三边特委和西靖边县苏维埃政府，杀害中共三边特委书记谢维俊、西靖边县苏维埃政府殷云山等9人。谢维俊享年27岁。随后，宗文耀等人与镇罗乡苏维埃政府主席王九成在店坊峁叛乱，将中共陕北省委派来工作的俞九恩、张鸿业以及县工作团团长常开亮绑到宁条梁镇杀害。整个事件中，中共赤安县委书记任文明等十多位地方干部及游击队里的中共党员被害。慕生桂在突围时失足坠崖身亡。当地许多地方民众随即跟着叛变。这起事件史称“赤安事变”或“沙坬沟事变”，是陕甘苏区推行极左的土改方针及大规模肃反的恶果。